# Grete Hermann
Grete Hermann (Bremen, 2 maart 1901 – aldaar, 15 april 1984) was een Duitse wiskundige en filosoof. Hermann was bekend vanwege haar baanbrekende werk in wiskunde, natuurkunde, filosofie en onderwijs. Ze wordt geroemd voor haar vroege filosofische werk over de fundamenten van de kwantummechanica. Tegenwoordig is Hermann vooral bekend van de eerste – maar lange tijd genegeerde – weerlegging van een verborgenvariabelen-theorie van John von Neumann. De betwiste theorie en het feit dat Hermanns kritiek van deze theorie min of meer onbekend bleef voor decennia, heeft waarschijnlijk een grote invloed gehad op de ontwikkeling van de kwantummechanica.

## Wiskunde
Hermann studeerde wiskunde aan de universiteit van Göttingen (Duitsland) onder Emmy Noether. Zij promoveerde in 1926. Haar doctoraalscriptie "Die Frage der endlich vielen Schritte in der Theorie der Polynomideale" werd gepubliceerd in Mathematische Annalen. Dit onderzoek wordt in het algemeen beschouwd als de basis van het computeralgebrasysteem (CAS). In de scriptie werd voor het eerst het bestaan van algoritmes voor veel van de basisproblemen van de abstracte algebra aangetoond. Hermanns algoritme voor de stelling van Lasker-Noether wordt nog steeds gebruikt.
Van 1925 tot 1927 werkte Hermann als assistent voor Leonard Nelson. Samen met Minna Specht publiceerde ze postuum Nelsons System der philosophischen Ethik und Pädagogik terwijl ze onderwijl doorging met haar eigen onderzoek.

## Kwantummechanica
As filosoof was Hermann vooral geïnteresseerd in de basis van natuurkunde. In 1934 ging ze naar Leipzig "met het nadrukkelijke doel om het neokantiaanse concept van oorzakelijkheid met de nieuwe kwantummechanica te verzoenen". In Leipzig wisselden Hermann, Carl Friedrich von Weizsäcker en Werner Heisenberg regelmatig van gedachten. De inhoud van haar werk, inclusief de nadruk op voorspelbaarheid en oorzakelijkheid is bekend geworden door drie van haar eigen werken en van latere beschrijvingen van hun discussies door Von Weizsäcker en de bespreking van Hermanns werk in hoofdstuk 10 van Heisenbergs Der Teil und das Ganze. Vanuit Denemarken publiceerde Hermann haar werk Die naturphilosophischen Grundlagen der Quantenmechanik. Dit werk wordt beschouwd als "een van de vroegste en beste filosofische verhandelingen over de nieuwe kwantummechanica".
In 1935 publiceerde Hermann een bewijs dat een fout bleek aan te tonen in John von Neumanns bewijs uit 1932 dat claimde dat de "verborgen variabelen"-theorie van de kwantummechanica onmogelijk was. Hermanns resultaat werd niet opgemerkt door de natuurkundige gemeenschap totdat het onafhankelijk werd ontdekt en gepubliceerd door John Stewart Bell in 1966. Haar eerdere ontdekking werd pas in 1974 bekendgemaakt door Max Jammer. 
Sommigen hebben geponeerd dat als haar ontdekking niet decennia onbekend was gebleven de historische ontwikkeling van de kwantummechanica weleens aanzienlijk beïnvloed zou kunnen zijn. In het bijzonder is er gespeculeerd dat als haar werk bekender geweest zou zijn de ondubbelzinnige acceptatie van de Kopenhaagse interpretatie van de kwantummechanica in twijfel getrokken zou zijn door een geloofwaardige basis van de niet-lokale "verborgen variabelen"-theorie te verschaffen. In 2010 publiceerde Jeffrey Bub bewijs dat Bell (en dientengevolge ook Hermann) Von Neumanns bewijs niet goed hadden begrepen. Hij claimde dat Von Neumanns bewijs niet de onmogelijkheid van de "verborgen variabelen"-theorie probeerde te bewijzen en dat het bewijs niet foutief is.
In juni 1936 werd de Richard Avenarius-prijs toegekend aan Hermann, Eduard May en Th. Vogel.

## Politiek activisme
Toen Adolf Hitler aan de macht kwam in Duitsland, nam Hermann deel aan het ondergrondse verzet tegen de nazi's. Ze was lid van de Internationaler Sozialistischer Kampfbund (ISK).

## Emigratie
In 1936 was Hermann uit Duitsland geëmigreerd; ze ging eerst naar Denemarken en later naar Frankrijk en Engeland. In Londen trouwde ze in 1938 met Edward Henry, een beslissing die vooral werd gemotiveerd door de wens niet herkenbaar te zijn vanwege haar Duitse afkomst. Haar voorgevoel bleek terecht: twee jaar later maakte de Britse regering de tot dan toe wat obscure Regulation 18B of the Defence (General) Regulations 1939 weer van kracht. Door deze regeling werden enkele duizenden vluchtelingen die Duitsland waren ontvlucht vanwege politieke of raciale redenen als ongewenste buitenlanders beschouwd en in interneringskampen geplaatst.
Na het einde van de oorlog in 1945 slaagde Hermann er in haar interesses in natuurkunde en wiskunde te combineren met politieke filosofie. Ze werd opnieuw lid van de Sozialdemokratische Partei Deutschlands (SPD) nadat ze in 1946 weer was teruggekeerd in wat de Bondsrepubliek Duitsland (West-Duitsland) zou worden.
Vanaf 1947 droeg ze achter de schermen bij aan het Bad Godesberg Programm dat werd voorbereid onder leiding van haar ISK-kameraad Willi Eichler. Dit partijprogramma van de SPD werd in 1959 geratificeerd tijdens een partijbijeenkomst van de partij. In de jaren zestig kwam de SPD op basis van dit partijprogramma in de West-Duitse regering.
Hermann werd aangesteld als hoogleraar filosofie en natuurkunde aan de Pädagogische Hochschule in Bremen en ze speelde een belangrijke rol in de Gewerkschaft Erziehung und Wissenschaft. Van 1961 tot 1978 was ze de voorzitter van de Philosophisch-Politische Akademie, een organisatie - gesticht in 1922 - die zich bezighield met onderwijs, sociale rechtvaardigheid en de filosofische basis van verantwoorde politieke actie.

## Werk
- Grete Hermann: Die naturphilosophischen Grundlagen der Quantenmechanik, Naturwissenschaften, Volume 23, Number 42, 718-721, DOI:10.1007/BF01491142 (preview[dode link])
- Grete Hermann: Die Frage der endlich vielen Schritte in der Theorie der Polynomideale. Unter Benutzung nachgelassener Sätze von K. Hentzelt, Mathematische Annalen, Volume 95, Number 1, 736-788, DOI:10.1007/BF01206635 (abstract[dode link])